# Bracciano
Bracciano is een gemeente in de Italiaanse provincie Rome (regio Lazio) en telt 19.493 inwoners (31-08-2014). De oppervlakte bedraagt 142,5 km², de bevolkingsdichtheid is 90 inwoners per km².
De gemeente ligt aan het Meer van Bracciano.
De volgende frazioni maken deel uit van de gemeente: Castel Giuliano, Pisciarelli, Sambuco, Vicarello, Vigna di Valle.

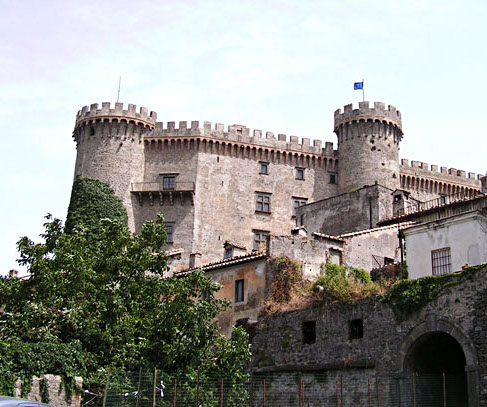
het kasteel van bracciano.

## Demografie
Bracciano telt ongeveer 6510 huishoudens. Het aantal inwoners steeg in de periode 1991-2001 met 20,4% volgens cijfers uit de tienjaarlijkse volkstellingen van ISTAT.
| Jaar | Inwoneraantal |
| ---- | ------------- |
| 1991 | 11.160        |
| 2001 | 13.436        |
| 2014 | 19.493        |

## Geografie
De gemeente ligt op ongeveer 280 m boven zeeniveau.
Bracciano grenst aan de volgende gemeenten: Anguillara Sabazia, Bassano Romano (VT), Cerveteri, Manziana, Oriolo Romano (VT), Sutri (VT), Tolfa, Trevignano Romano.

## Kasteel
Castello Odescalchi, het middeleeuwse kasteel van Bracciano, kijkt uit over de gehele omgeving en is een toeristische trekpleister.
In het kasteel zijn 15e-eeuwse plafonds te zien, evenals tal van antieke kunststukken, wapenuitrustingen en meubilair. Ook de bewaarde keuken geldt als bezienswaardigheid. Verscheidene pausen hebben er verbleven.
Het kasteel is nog steeds -voor een deel- bewoond en een ander deel kan gehuurd worden voor huwelijken e.d. Zo hebben ook Tom Cruise en Katie Holmes hun huwelijk hier gevierd.
Het kasteel is een van de locaties waar de tv-serie "Medici: Masters of Florence" is opgenomen.

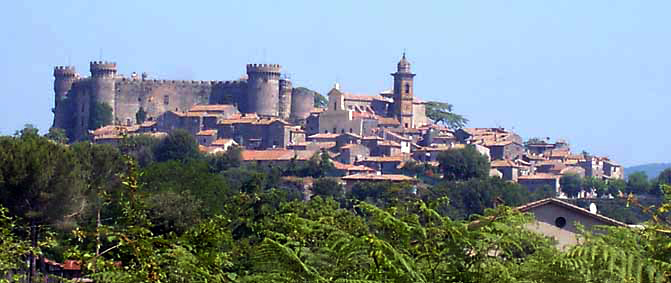
Il castello

## Geboren
- Davide Faraoni (25 oktober 1991), Italiaans voetballer